# Escut d'Ares del Maestrat
L'escut d'Ares del Maestrat és el símbol representatiu oficial d'Ares del Maestrat, municipi del País Valencià, a la comarca del l'Alt Maestrat. Té el següent blasonament:
| « | Escut quadrilong de punta redona. Quarterat. Primer, en camp d'argent, creu plana de gules. Segon, en camp d'or, quatre pals de gules. Tercer, d'atzur, castell d'argent amb tres torres, maçonat i aclarit de sable. Quart, en camp de gules, dos bous llaurant d'or. Per timbre, corona reial oberta. | » |

## Història
L'escut es rehabilità per Resolució de 4 de novembre de 2011, de la Conselleria de Presidència i vicepresidenta del Consell, publicada en el DOCV núm. 6671, de 15 de desembre de 2011.

Escut tradicional d'Ares del Maestrat, utilitzat fins 2011 per l'Ajuntament.

Es tracta d'una reinterpretació i adaptació a la normativa heràldica valenciana de l'escut tradicional d'Ares del Maestrat. Anteriorment l'Ajuntament utilitzà un escut ovalat, reproducció fidel del de la nova església, de voltants 1740:
| « | (..) en forma ovalada (..), porta uns adornaments exteriors en forma de cartel·la (..). Sobre un camp d'atzur (..), al cap la creu vermella de l'Orde de Montesa i de Sant Jordi, al centre a la mateixa alçada el castell (símbol de l'antic castell amb jurisdicció senyorial pròpia) i els quatre pals de la casa reial, i al peu l'emblema parlant dels dos bous junyits que llauren (=aren) a parell. | » |

Després de la destrucció que va patir la vila el 1707, en la Guerra de Successió Espanyola, només quedaren quatre representacions anteriors a aquesta data: l'escut de pedra de l'Ajuntament (de voltants 1650), un segell de cera molt deteriorat i un calze gòtic (1460), i una creu parroquial (1562). Els dos últims es perderen en 1937.

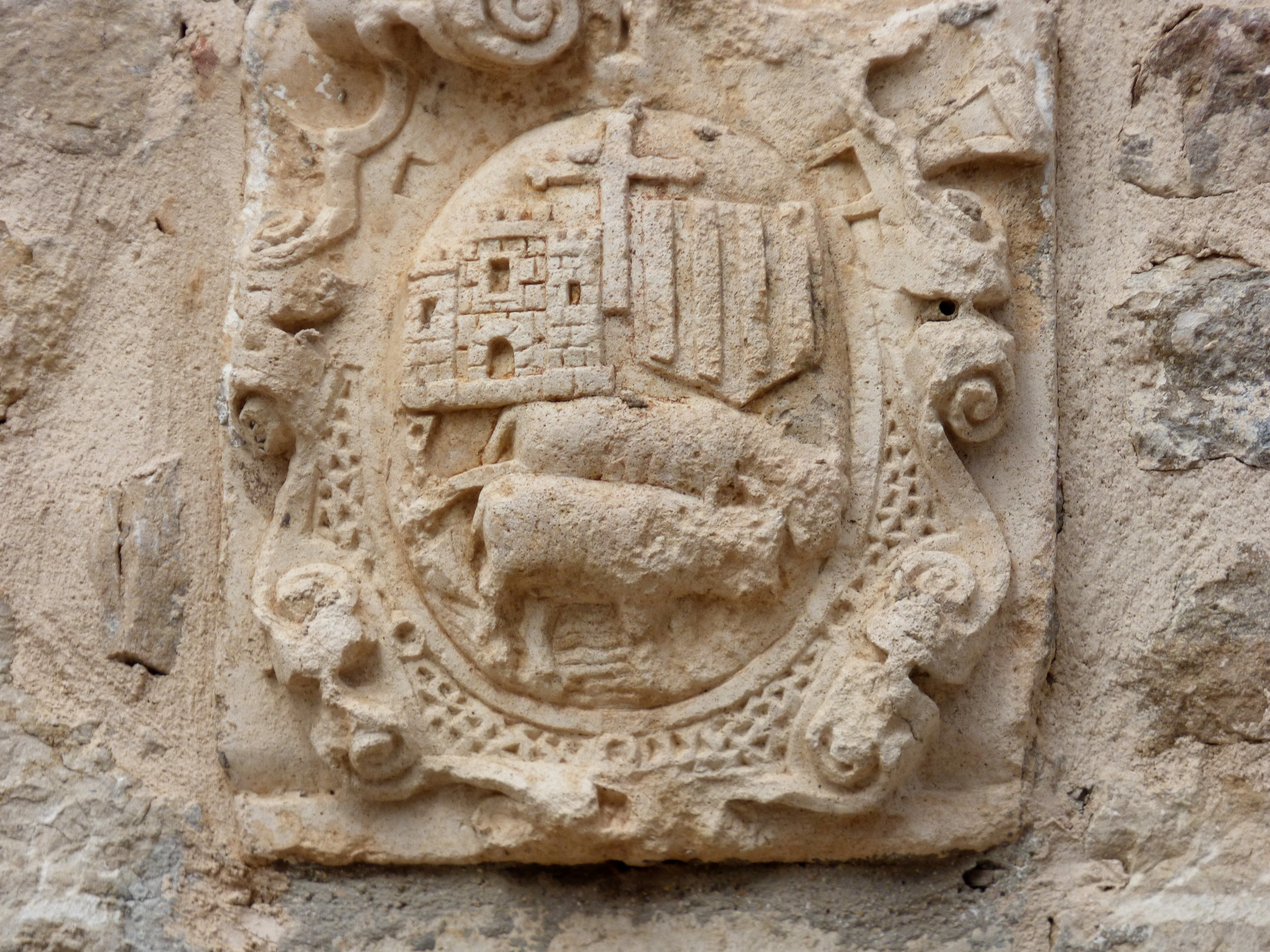
Escut de pedra a la façana de l'Ajuntament.

L'escut de pedra es troba a la façana de l'actual casa de la vila i antic hostal municipal. Està fet amb pedra blanca de la Montalbana i està ben conservat. És de forma ovalada i presenta els mateixos elements i amb la mateixa disposició que l'escut de 1740. No té cap coloració. El segell, que sembla similar als anteriors, només conserva però el castell i els bous, perquè la cera està esmerada. De l'escut del calze tenim la descripció de Milián de l'exposició de Morella de 1928. Degut a la mida reduïda del calze es tractava d'una representació resumida de l'escut de la vila, que presentava «en losange d'or, fons d'atzur i castell daurat de tres torres i dos bous al natural, un a cada costat, aprofitant el angles del losange». De l'escut de la creu parroquial no es conserva la seua descripció, probablement n'era similar als altres escuts i Milián no la considerà necessària.

Proposta de rehabilitació de Barreda, de 2010.

En 2010, a petició de l'alcalde Francesc Fuentes, Pere-Enric Barreda va fer l'informe sobre la rehabilitació de l'escut. Com a conclusió va proposar restaurar la forma medieval caironada, que permetia mantindre la disposició tradicional dels elements de l'escut. Tenia la següent descripció:
| « | Forma medieval en losange (...), amb quatre quarters: al cap, en camp d'argent, la creu vermella de Montesa i Sant Jordi d'Alfama; a baix, a l'esquerra [destra heràldica], en camp d'atzur, el castell al natural, a la dreta [sinistra heràldica], les armes reials, en camp d'or, quatre pals de gules; al peu, en camp d'atzur, els bous amb jou que llauren a parell, en color natural. | » |

Finalment s'aprovà un escut quadrilong, sense respectar ni la forma caironada ni l'ovalada tradicionalment utilitzades a la població, es recol·locaren els elements amb una nova distribució, se li canvià el fons blau als bous per un nou de color vermell i s'afegí una corona reial.

## Imatges

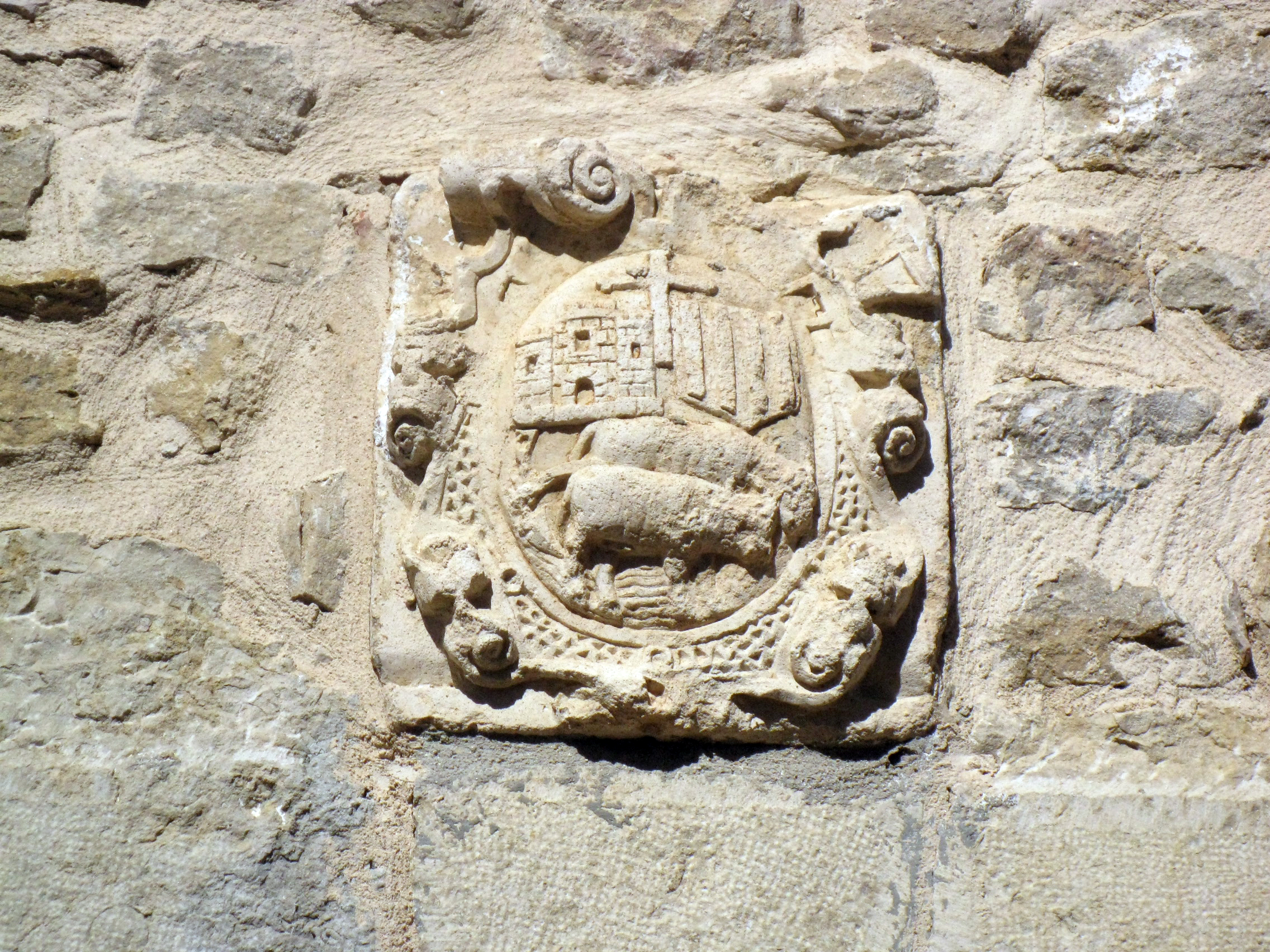
Escut d'Ares a la façana de l'Ajuntament.
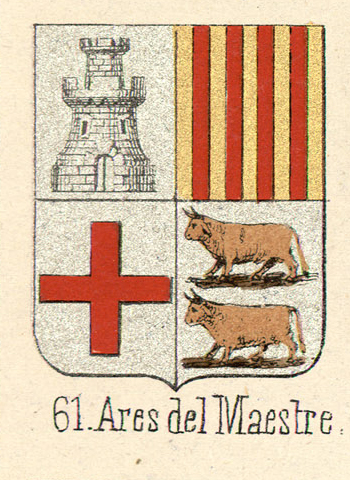
Escut retallat de «Trofeo heroico» (Piferrer, 1860).
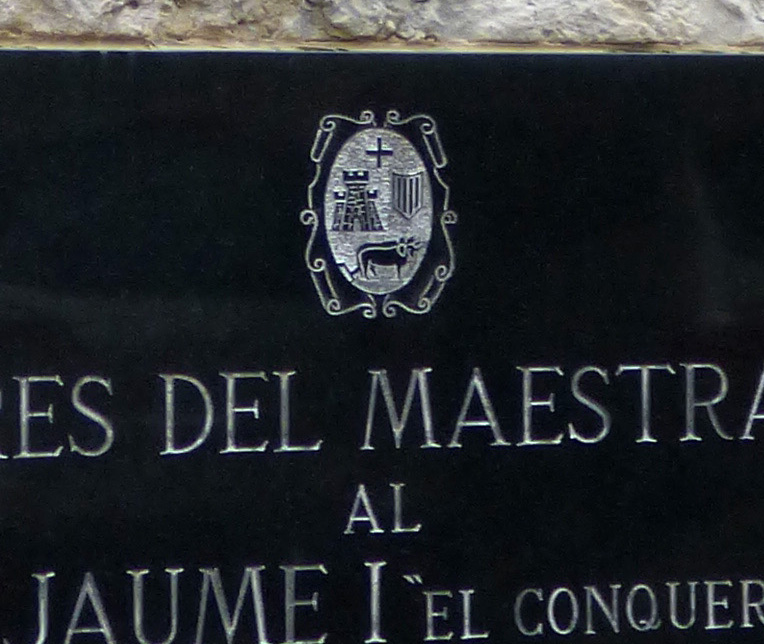
Escut d'Ares en la placa del monument a Jaume I, a la plaça de l'església.
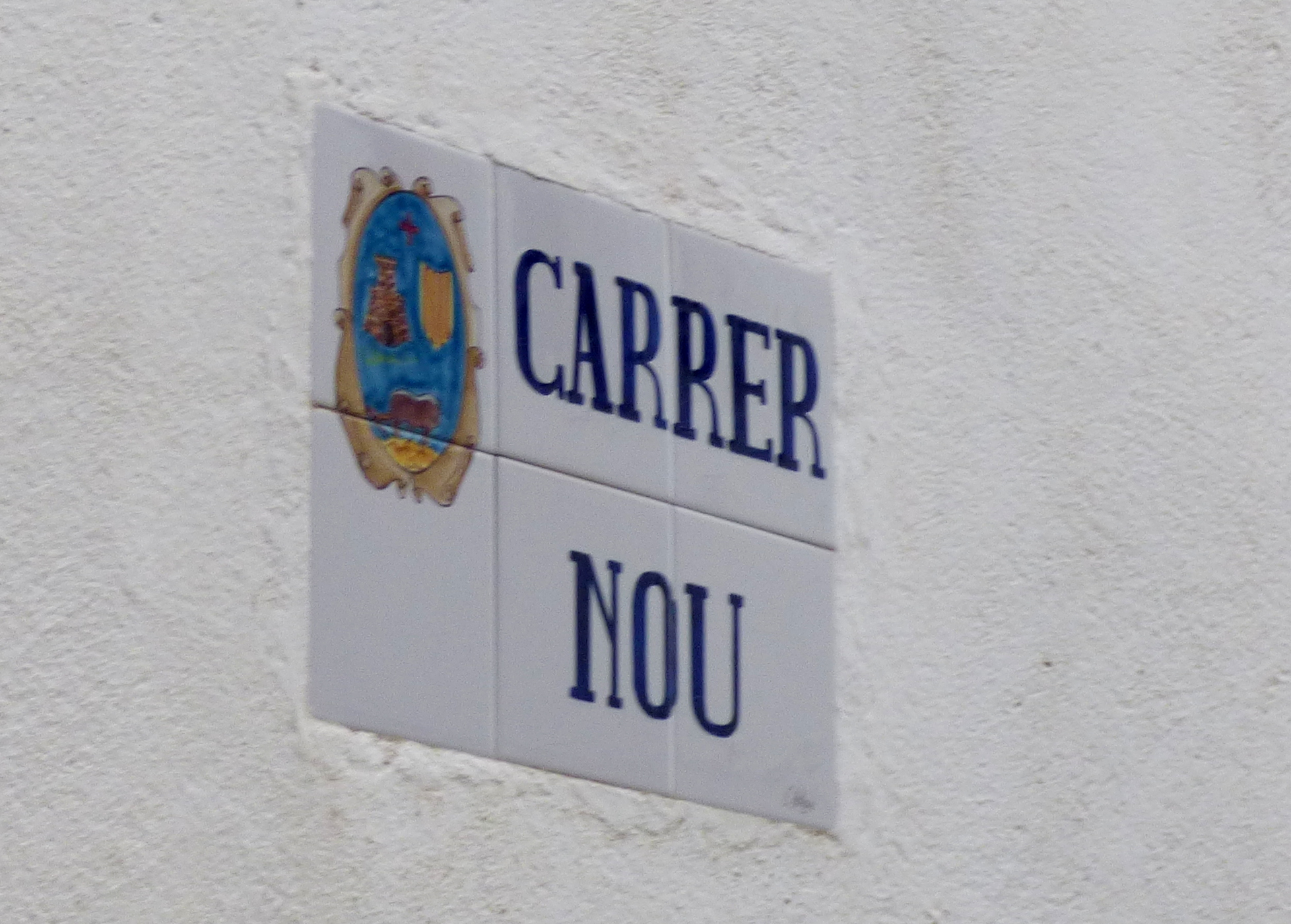
Placa de carrer on es pot veure l'escut.